# Josh Shapiro
Joshua David Shapiro (Kansas City, Misuri; 20 de junio de 1973)es un abogado y político estadounidense que se desempeña desde 2023 como el 48.º gobernador de Pensilvania. Miembro del Partido Demócrata, fue el 50.º fiscal general de Pensilvania de 2017 a 2023 y formó parte de la Junta de Comisionados del condado de Montgomery, Pensilvania, entre 2012 y 2017.
Criado en el condado de Montgomery, Shapiro estudió ciencias políticas en la Universidad de Rochester y obtuvo su título de juris doctor en la Universidad de Georgetown. Después de eso, trabajó como asesor principal del senador estadounidense Robert Torricelli. Shapiro fue elegido miembro de la Cámara de Representantes de Pensilvania en 2004, derrotando al exrepresentante republicano Jon D. Fox. Representó al distrito 153 entre 2005 y 2012. Shapiro fue elegido miembro de la Junta de Comisionados del condado de Montgomery en 2011, lo que marcó la primera vez que los republicanos perdieron el control del mismo. Formó parte de la junta entre 2011 y 2017, ocupó el cargo de presidente y, en 2015, también fue nombrado presidente de la Comisión sobre el Crimen y la Delincuencia de Pensilvania por el gobernador Tom Wolf.
Shapiro se postuló para fiscal general de Pensilvania en 2016, derrotando al republicano John Rafferty Jr., y fue reelegido en 2020. Como fiscal general, dio a conocer las conclusiones de un informe de un gran jurado a nivel estatal que reveló el abuso de niños por parte de sacerdotes y el encubrimiento por parte de líderes de la iglesia; también ayudó a negociar mil millones de dólares para Pensilvania como parte de un acuerdo nacional sobre opioides.
Shapiro se postuló para gobernador de Pensilvania en las elecciones de 2022. Se postuló sin oposición en las primarias demócratas y derrotó al candidato republicano Doug Mastriano en las elecciones generales por un margen del 14.8 %.
Shapiro era visto como uno de los dos últimos contendientes en la búsqueda de compañero de candidatura de la vicepresidenta Kamala Harris para las elecciones presidenciales de Estados Unidos de 2024, el otro era el gobernador de Minnesota, Tim Walz, quien finalmente fue elegido.

## Primeros años y educación
Shapiro, hijo de Stephen y Judi Shapiro, nació el 20 de junio de 1973 en Kansas City, Misuri. Pasó algunos años de su infancia en una base de la Armada de los Estados Unidos donde su padre desempeñó como médico, antes de que la familia se mudara a Dresher, Pensilvania, una comunidad en el municipio de Upper Dublin en el condado de Montgomery. Tras mudarse a Montgomery, su padre trabajó como pediatra para Pediatric Medical Associates en el municipio de East Norriton (anteriormente Rydal, Pensilvania), y su madre como maestra.
Shapiro se crio en un hogar judío. A los seis años, a través de la sinagoga Beth Sholom en Elkins Park y la Escuela Diurna Hebrea Forman, comenzó a escribir cartas a Avi Goldstein, un judío refúsenik soviético de Tiflis, Georgia, y reclutó a otros en un programa internacional de amigos por correspondencia  para Avi. Asistió a la escuela secundaria en la Academia Hebrea Akiba en Merion Station, Pensilvania. Mientras estaba en la escuela secundaria, Shapiro fue voluntario en Israel después de que «le pidieran que hiciera un proyecto de servicio», que él y sus compañeros completaron a través de «un programa que los llevó a un kibutz en Israel, donde trabajó en una granja y en un pesquería». Un par de años después, en el periódico de la Universidad de Rochester, cuando Shapiro era allí presidente del cuerpo estudiantil, Shapiro describió su experiencia en Israel como «previamente un voluntario en el ejército israelí»  También fue capitán del equipo de baloncesto durante su último año.
Shapiro asistió a la Universidad de Rochester y se especializó en ciencias políticas. En 1992, fue el primer estudiante de primer año elegido presidente del cuerpo estudiantil de la universidad. Se graduó magna cum laude de la Universidad de Rochester en 1995. Mientras trabajaba en Capitol Hill, se matriculó en el Georgetown Law Center como estudiante nocturno y obtuvo su título de juris doctor en 2002.

## Carrera temprana

### Capitol Hill
Después de graduarse de la universidad, Shapiro se mudó a Washington, D. C. Allí, comenzó a trabajar en el departamento de relaciones públicas de la embajada de Israel (Hasbará) en abril de 1996. Según un portavoz de Shapiro, trabajó allí «para adquirir experiencia en política exterior. Su trabajo consistía en gran medida en educar al público sobre Israel». En septiembre, comenzó a trabajar para el representante estadounidense Peter Deutsch. También trabajó como asistente legislativo del senador estadounidense Carl Levin y como asesor principal del senador estadounidense Robert Torricelli. Mientras trabajaba para Torricelli, Shapiro planificó giras de asuntos exteriores en Medio Oriente y Asia, incluido un viaje a Corea del Norte.
De 1999 a 2003, Shapiro trabajó como jefe de gabinete del representante estadounidense Joe Hoeffel, quien representaba partes del condado de Montgomery, Pensilvania.

### Cámara de Representantes de Pensilvania

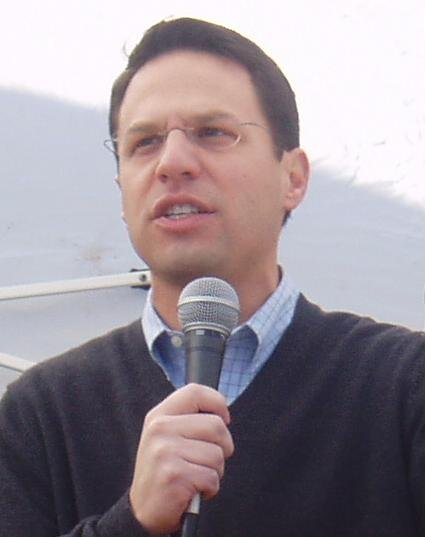
Shapiro como representante estatal, 2009

En 2004, Shapiro se postuló para la Cámara de Representantes de Pensilvania en el distrito 153. Se enfrentó al candidato republicano, el ex congresista Jon D. Fox. Shapiro iba a la zaga en las encuestas al comienzo de la carrera, pero llamó a 10 000 puertas y dirigió una campaña centrada en aumentar la financiación de la educación y un mejor acceso a la atención sanitaria. Fue elegido por un margen de diez puntos porcentuales sobre Fox. Shapiro fue reelegido en 2006, 2008 y 2010.
Como miembro de la Cámara de Representantes de Pensilvania, se ganó la reputación de ser un creador de consenso que estaba dispuesto a trabajar entre ambos partidos de forma bipartidista. Después de las elecciones de 2006, los demócratas controlaron la Cámara del Estado de Pensilvania por un escaño, pero el partido no pudo unirse detrás de un candidato a presidente de la cámara. Shapiro ayudó a negociar un acuerdo que resultó en la elección del republicano moderado Dennis O'Brien como presidente de la misma. Posteriormente, O'Brien nombró a Shapiro vicepresidente de la cámara. En 2008, tras las revelaciones de que el líder de la minoría demócrata de la Cámara de Representantes, Bill DeWeese, estaba involucrado en un escándalo de corrupción, Shapiro le pidió que dimitiera, citándolo como un «símbolo de un sistema roto» y argumentando que la permanencia de DeWeese en el liderazgo perjudicaría a los demócratas en todo el estado en las elecciones de 2008.
En 2007 y 2009, Shapiro presentó tres proyectos de ley separados en la cámara para desinvertir fondos estatales de Irán y, más tarde, de Sudán. El «proyecto de ley y esfuerzos similares en todo el país constituyen un argumento moral contra la inversión en países con una historia de terror o genocidio». «La idea de retirarse de las empresas que hacen negocios con Irán se basa en esfuerzos anteriores que paralizaron al gobierno sudafricano del apartheid. Pero hasta ahora, la campaña sudafricana no ha sido replicada». En 2010, Shapiro, el senador estadounidense Bob Casey y el representante estatal Dan Frankel presionaron para que se aprobara una legislación nacional que permitiera a los fondos de pensiones de los estados desinvertir en negocios relacionados con Irán.
Mientras era representante estatal, Shapiro fue uno de los primeros partidarios públicos del entonces senador Barack Obama para la presidencia en 2008. Esto contrastaba con gran parte del establishment político demócrata de Pensilvania, que apoyó a Hillary Clinton en las primarias presidenciales.
Desde 2006 hasta 2017, Shapiro también ejerció derecho de sociedades en la firma Stradley, Ronon, Stevens y Young en Filadelfia. 

### Comisionado del condado de Montgomery

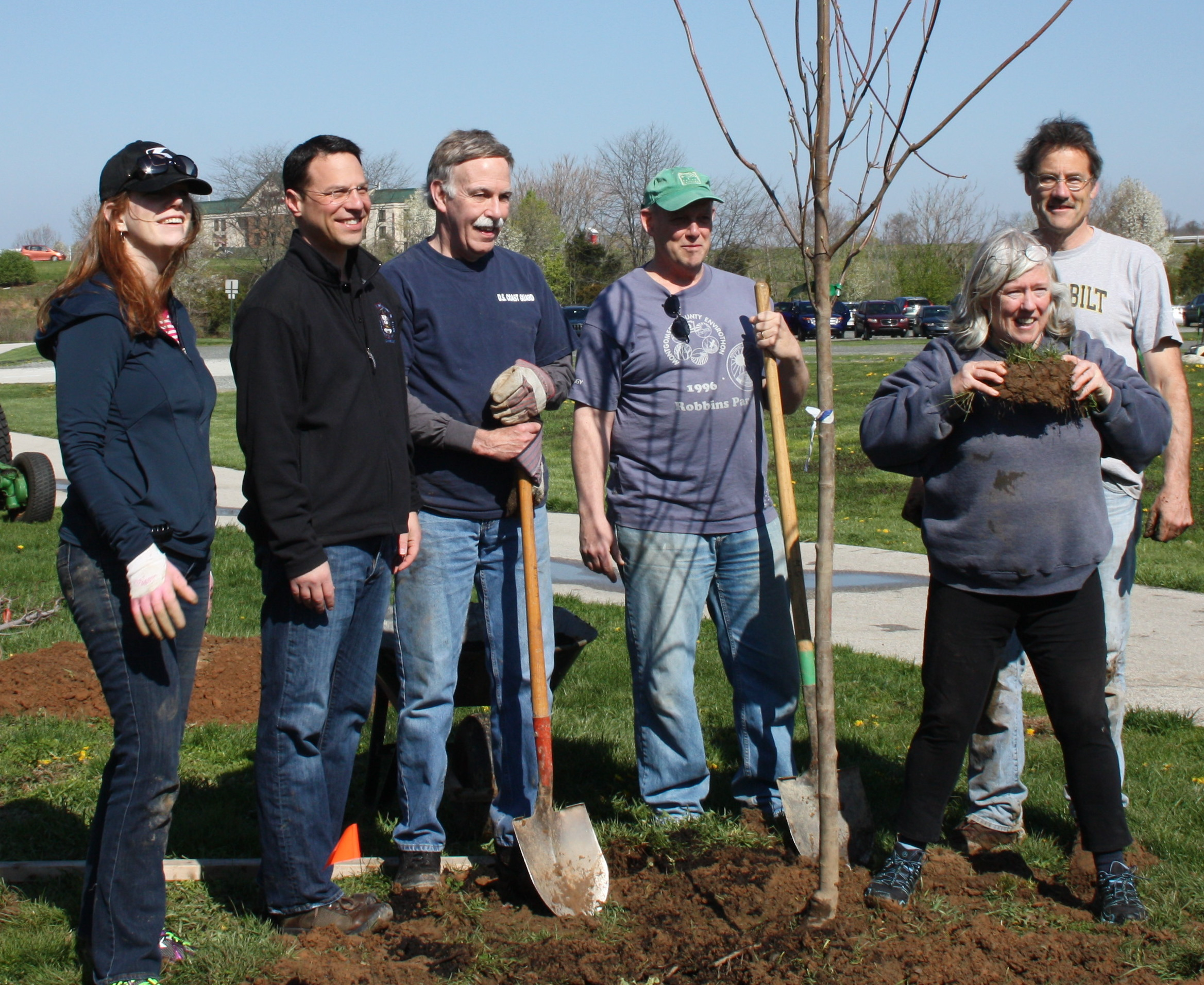
Shapiro en un evento de plantación de árboles, 2014

Shapiro ganó las elecciones a la Junta de Comisionados del condado de Montgomery en 2011. La elección marcó la primera vez en la historia que el Partido Republicano perdió el control de la Junta de Comisionados del condado de Montgomery. Shapiro presidió la Junta de Comisionados entre 2012 y 2016.
Las funciones de la comisión de Shapiro se centraron en la administración y los servicios sociales. Castor, el único miembro republicano de la junta durante el mandato de Shapiro, elogió el trabajo de Shapiro y lo calificó como «el mejor comisionado del condado que he conocido» y «muy bueno para llegar a consensos». En 2016, Shapiro votó a favor de un aumento de impuestos del 11 %, lo que representó un aumento promedio de 66 dólares en impuestos a la propiedad. Durante su mandato, la junta de comisionados implementó un presupuesto de base cero y trasladó las inversiones de pensiones del condado de fondos de cobertura a fondos indexados. Los demócratas conservaron la mayoría en la junta de comisionados en las elecciones de 2015, ya que Shapiro y su compañero de fórmula, Val Arkoosh, ganaron las elecciones.
En abril de 2015, el gobernador Tom Wolf nombró a Shapiro presidente de la Comisión sobre el Crimen y la Delincuencia de Pensilvania.

## Fiscal general de Pensilvania

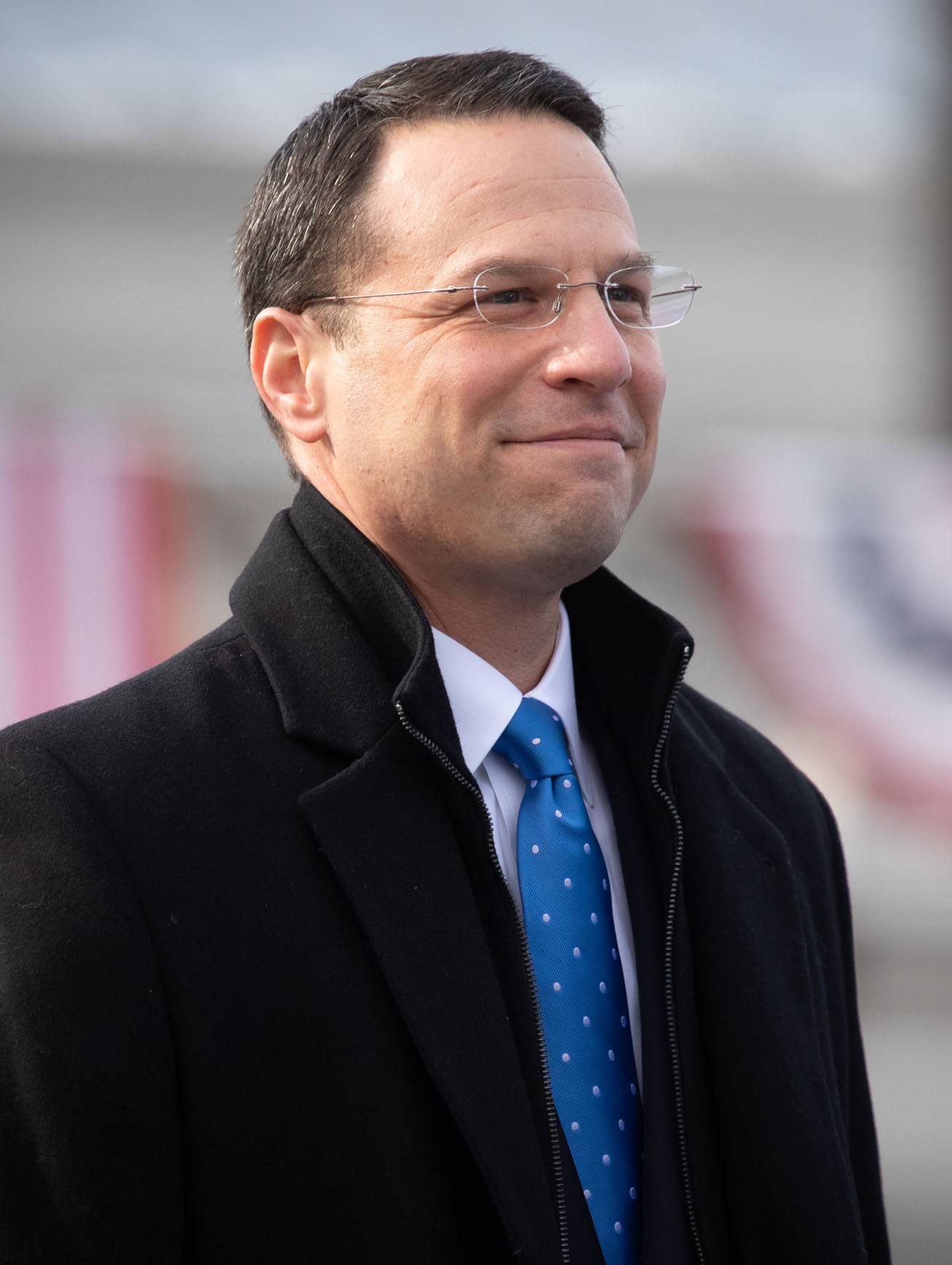
Shapiro en la toma de posesión del gobernador Tom Wolf, 2019

Shapiro anunció su candidatura a Fiscal General de Pensilvania en enero de 2016. Si bien había ejercido en la firma Stradley Ronon de Filadelfia y había presidido la Comisión sobre el Crimen y la Delincuencia de Pensilvania, nunca se había desempeñado como fiscal. Shapiro hizo campaña con su promesa de restaurar la integridad de la oficina tras la renuncia de Kathleen Kane y también prometió trabajar para combatir la epidemia de opioides y la violencia armada.
Su campaña fue apoyada por el presidente Barack Obama, la candidata presidencial Hillary Clinton y el empresario y ex-alcalde de la ciudad de Nueva York, Michael Bloomberg, quien estuvo entre los mayores donantes de la campaña de Shapiro. Ganó las primarias demócratas para fiscal general en abril de 2016, derrotando a Stephen Zappala y John Morganelli con el 47 % de los votos. En noviembre de 2016, Shapiro derrotó por estrecho margen al candidato republicano, el senador estatal John Rafferty Jr., con el 51.3 % de los votos.
Shapiro fue reelegido en 2020, derrotando a la candidata republicana Heather Heidelbaugh con el 50.9 % de los votos.  Recibió 3 461 472 votos, la mayor cantidad de cualquier candidato en la historia de Pensilvania, y superó a Joe Biden en las elecciones presidenciales simultáneas.

### Tenencia

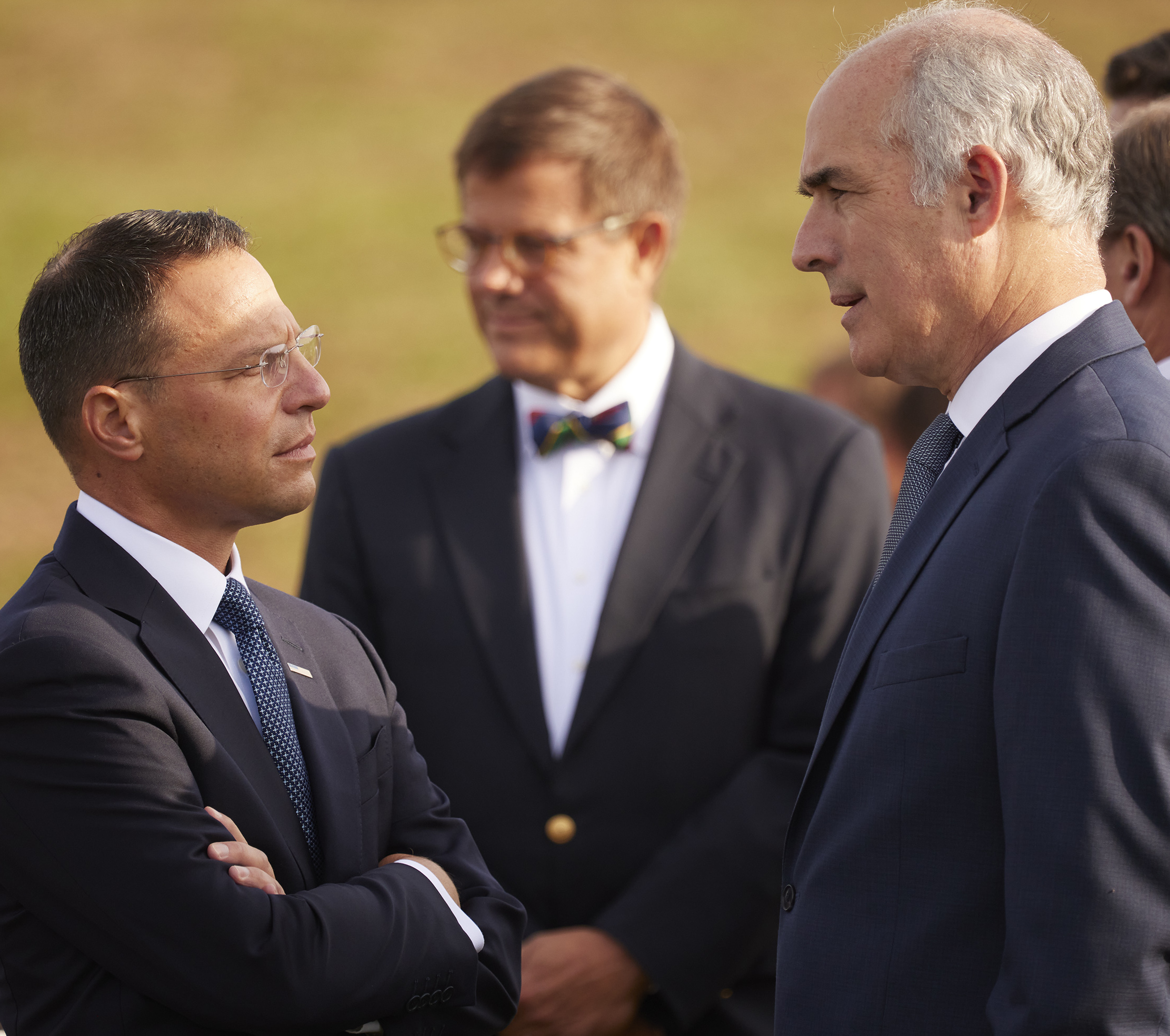
Shapiro con el senador Bob Casey Jr., 2021

Antes de que Shapiro asumiera el cargo en 2016, la Fiscalía General de Pensilvania inició una investigación sobre denuncias de abuso sexual perpetrados por miembros de la Iglesia católica. Shapiro heredó la investigación y en agosto de 2018 publicó los resultados de un extenso informe del gran jurado. El informe denunciaba el abuso sexual de más de mil niños por parte de más de trescientos sacerdotes. Provocó investigaciones similares en otros estados sobre la Iglesia católica, como una investigación iniciada por el entonces fiscal general de Misuri, Josh Hawley.
En 2017, Shapiro anunció la redada de una «red de heroína de un millón de dólares» en el marco de la «Operación Superado» en el condado de Luzerne. Una de las arrestadas fue Maura Kathio, previamente acusada en un importante caso de sales de baño en 2016.  Todos los cargos en la Operación Superados fueron desestimados después de acusaciones de que la oficina del fiscal general manejó mal el sellado de grabaciones escuchadas. 
En enero de 2018, el fiscal de distrito del condado de Centre, Bernard Cantorna, remitió el caso de la muerte de Tim Piazza, un estudiante de Penn State que sufrió una novatada, a Shapiro, porque Cantorna se había desempeñado anteriormente como abogado defensor penal de uno de los acusados. Varios acusados se declararon culpables.
A principios de abril de 2018, Shapiro acusó al exfiscal de distrito del condado de Bedford, William Higgins, de 31 cargos de delitos menores de corrupción, acusando a Higgins de solicitar favores sexuales a delincuentes acusados a cambio de recomendar sentencias indulgentes y revelar los nombres de informantes de la policía. Si un jurado lo declarara culpable de todos los cargos, Higgins se habría enfrentado a una sentencia máxima de 62 años de prisión. En cambio, en mayo, Shapiro le ofreció a Higgins un acuerdo de culpabilidad, que Higgins aceptó: se declaró culpable de los 31 cargos a cambio de una garantía de no ir a prisión.
En agosto de 2018, el fiscal de distrito de Filadelfia, Larry Krasner, remitió el caso de la muerte a tiros de Jeffrey Dennis por parte de un oficial de policía de Filadelfia a Shapiro, porque Krasner se había desempeñado anteriormente como abogado defensor penal de Dennis. Dennis estaba en su automóvil cuando agentes encubiertos lo «encerraron» en vehículos sin identificación. Tres agentes resultaron heridos después de que Dennis intentara evadirlos. En diciembre, Shapiro anunció que no se presentarían cargos contra los agentes y afirmó que «las violaciones del procedimiento policial no siempre alcanzan el nivel de cargos penales». Posteriormente, la familia de Dennis demandó al oficial y a la ciudad de Filadelfia por el incidente.
En 2019, Shapiro lideró los esfuerzos para garantizar que los titulares de seguros de Highmark, una empresa de atención médica, pudieran recibir tratamiento en el Centro Médico de la Universidad de Pittsburgh. El acuerdo permitió 1.9 millones de beneficiarios de seguros sigan utilizando a sus médicos actuales como proveedores dentro del plan en lugar de verse obligados a cambiar de proveedor médico o de seguro.
Cuando sirvió en la Junta de Indultos de Pensilvania como fiscal general en 2019, Shapiro emitió la menor cantidad de votos a favor de la conmutación, negando 24 de 41 indultos y siendo uno de los dos únicos miembros de la junta que votaron en contra de más casos que a favor.
En mayo de 2019, el periódico LNP del condado de Lancaster informó que miembros del personal de la oficina de Shapiro habían editado la entrada de Shapiro en Wikipedia para describirlo «como una “estrella progresista en ascenso” que se ha “ganado una reputación como un creador de consenso ansioso por asumir el status quo y desafiar instituciones poderosas para proteger a la gente de Pensilvania”». Según se informa, el personal del Auditor General Eugene DePasquale, el líder de la minoría del Senado, Jay Costa, y el líder de la mayoría del Senado, Jake Corman, también editaron las páginas de Wikipedia de sus jefes. El entonces director ejecutivo de la Comisión de Ética del Estado de Pensilvania dijo que no consideraba que esta práctica fuera ilegal según la ley de ética del estado.
En diciembre de 2019, Shapiro acusó a la representante estatal Movita Johnson-Harrell de perjurio y robo de fondos de su propia organización benéfica para cosas como vacaciones y ropa.
Shapiro fue uno de los veinte electores que el Partido Demócrata de Pensilvania eligió para votar en el Colegio Electoral por Joe Biden y su compañera de fórmula Kamala Harris en las elecciones presidenciales de Estados Unidos de 2020. 

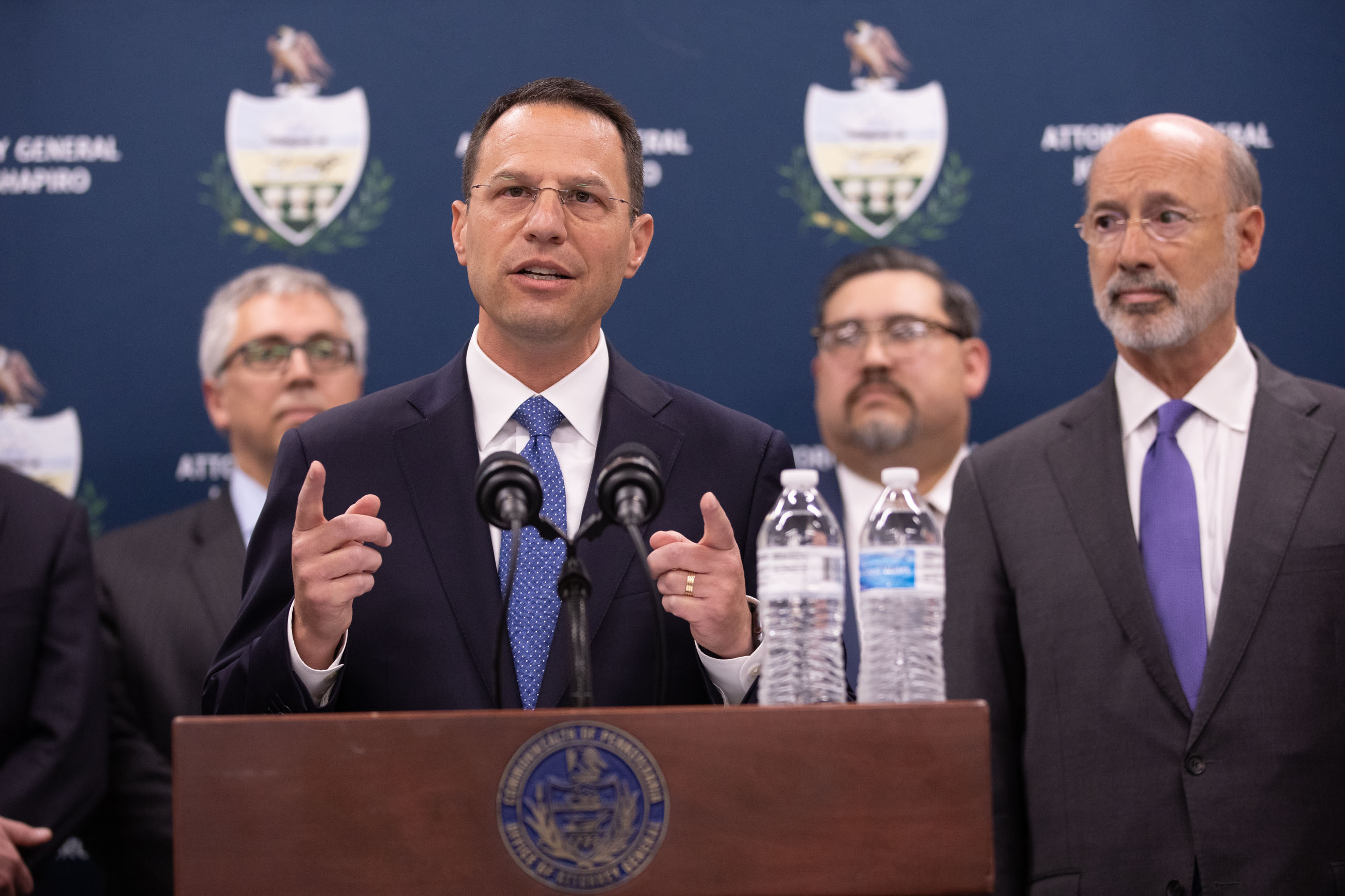
Shapiro y el gobernador Wolf en una conferencia de prensa en junio de 2019

En 2021, Shapiro anunció un acuerdo sobre opioides con Johnson & Johnson y otros tres distribuidores farmacéuticos estadounidenses que resultó en que Pensilvania recibiera mil millones de dólares. El acuerdo resolvió miles de demandas contra las empresas por su papel en alimentar la epidemia de opioides.
Shapiro apoyó la aplicación de la ley antiboicot de Pensilvania contra Ben & Jerry's después de que el fabricante de helados anunciara que no renovaría su licencia en los territorios palestinos ocupados (campaña BDS). Shapiro calificó la campaña como una «mancha» que el gobernador Wolf hizo bien en bloquear, y dijo que «tiene sus raíces en el antisemitismo».
En julio de 2021, Shapiro acusó a la representante estatal Margo L. Davidson de robo mediante engaño, solicitud para obstaculizar la detención y violaciones del Código Electoral después de robar al Commonwealth al presentar solicitudes fraudulentas de viáticos durante la noche y varios otros gastos a través de la Oficina del Contralor de la Cámara de Representantes de Pensilvania además de obstaculizar un procesamiento estatal.
En agosto de 2021, Shapiro resolvió el caso penal por salario prevaleciente más grande en la historia de Estados Unidos. Según la declaración, Glenn O. Hawbaker Inc. pagó casi veintiún millones de dólares a 1267 trabajadores de Pensilvania.
Shapiro se unió a varios otros fiscales generales estatales para oponerse a la prohibición de viajar del presidente Donald Trump, y también demandó a Trump para bloquear la implementación de una regla que habría facilitado a los empleadores negar la cobertura de anticonceptivos al seguro médico. También se unió a una demanda contra ITT Technical Institute, un instituto educativo con fines de lucro, que resultó en una multa de 168 millones de dólares (con alrededor de cinco millones de dólares de ellos que van a estudiantes de Pensilvania). En 2018, llegó a un acuerdo con funcionarios federales para impedir la distribución de planos de armas de fuego impresas en 3D. En 2019, se pronunció a favor de la legalización del consumo recreativo de cannabis por parte de adultos, uniéndose al gobernador Tom Wolf y otros destacados demócratas de Pensilvania.

## Campaña para gobernador 2022

Logotipo de la campaña para gobernador de Shapiro 2022

Durante mucho tiempo se esperaba que Shapiro se postulara para gobernador de Pensilvania, y el 13 de octubre de 2021 anunció su candidatura en las elecciones de 2022. En enero de 2022, la campaña de Shapiro informó que tenía 13.4 millones de dólares en fondos de campaña, lo que se describió como una cantidad récord para un candidato en un año electoral. Shapiro no enfrentó oponentes en las primarias demócratas y consiguió la nominación el 17 de mayo de 2022. Se enfrentó al candidato republicano Doug Mastriano en las elecciones generales.
Shapiro se postuló con una plataforma para proteger el derecho al voto y el derecho al aborto, y para aumentar el salario mínimo a quince dólares la hora. Su campaña fue criticada por algunos progresistas debido a su apoyo a la pena capital por «crímenes atroces», sus disputas públicas con el fiscal de distrito de Filadelfia, Larry Krasner, y su compromiso con los sindicatos policiales para aprobar proyectos de ley de reforma policial. Los esfuerzos por conseguir un desafío primario progresista para Shapiro no tuvieron éxito. Shapiro luego cambió su posición y ahora dice que se opone a la pena capital y que firmaría un proyecto de ley para abolirla.
Durante el período previo a las elecciones primarias, la campaña de Shapiro publicó un anuncio televisado en todo el estado en el que calificaba la victoria de Mastriano como «una victoria para lo que representa Donald Trump», haciendo referencia a la postura de Mastriano sobre la prohibición del aborto y sus esfuerzos por auditar las elecciones presidenciales de 2020. El anuncio fue visto como un «respaldo» al candidato republicano al que Shapiro querría enfrentar en las elecciones generales, y Mastriano fue visto como demasiado extremista para que los votantes indecisos lo eligieran. Mastriano ganó las primarias republicanas y su oponente más cercano, el ex congresista Lou Barletta, dijo más tarde que los anuncios de Shapiro probablemente ayudaron. Se discute el impacto de los anuncios de Shapiro en las primarias, ya que Mastriano ya estaba a la cabeza.

### Plataforma

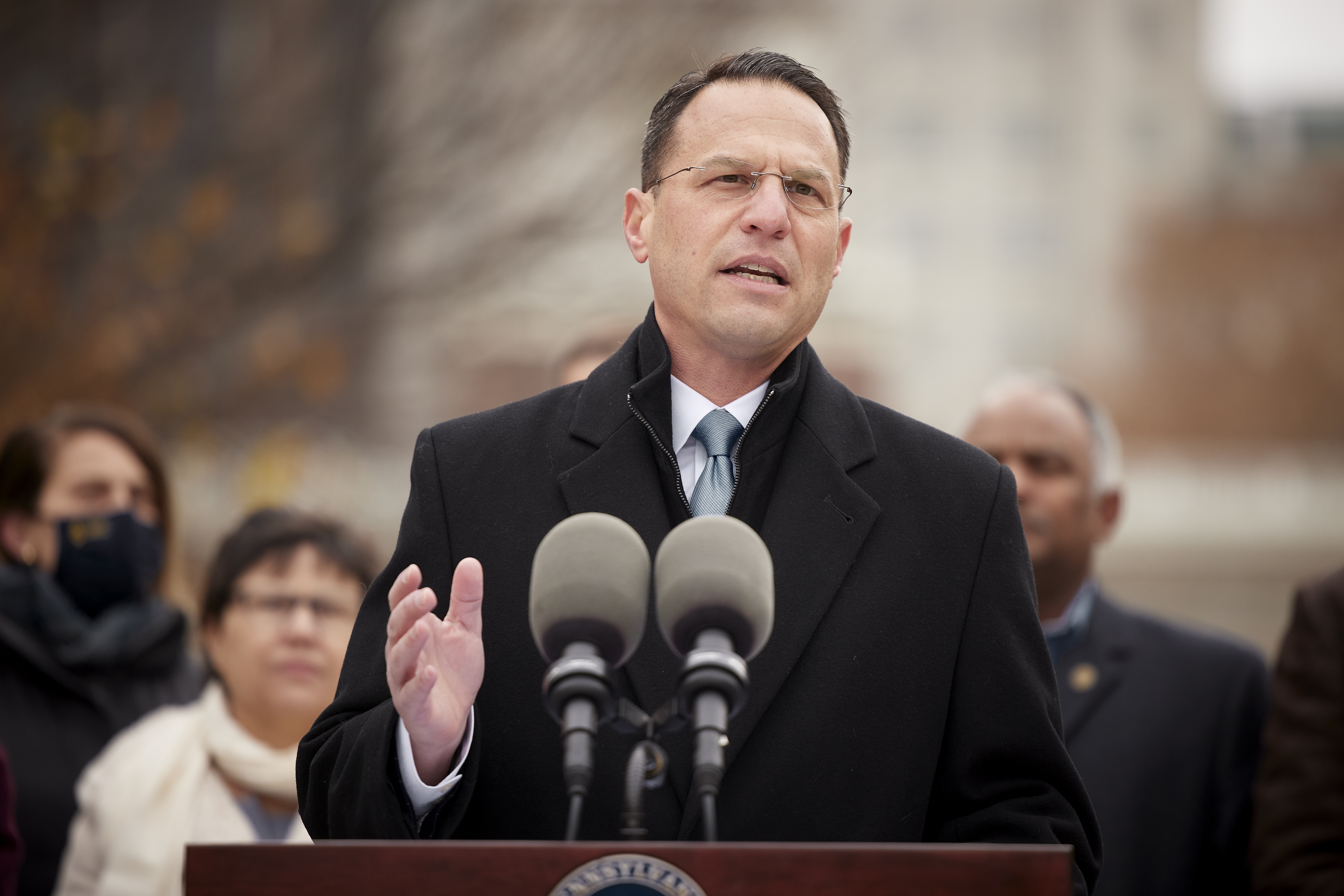
Shapiro analiza la protección del acceso al aborto, diciembre de 2021

Shapiro ha dicho que, como gobernador, protegería el acceso al aborto en Pensilvania y vetará cualquier proyecto de ley que apruebe la legislatura estatal que prohíba el aborto.

Antes de postularse para gobernador, Shapiro había apoyado la pena capital por lo que llamó "crímenes atroces". Durante su campaña, anunció que ahora estaba a favor de la abolición de la pena de muerte en Pensilvania, un cambio de su posición anterior. A Shapiro se le preguntó en una entrevista de 2022 con Pennsylvania Capital-Star por qué cambió su posición, a lo que respondió:
[La] pregunta es justa... Cuando me postulé para [fiscal general] en 2016, dije que la pena de muerte debería reservarse para los crímenes más atroces. Pero luego me eligieron fiscal general y vi estos casos llegar a mi escritorio. Me acerqué a un sistema que pensé que necesitaba una reforma. Y como fiscal general nunca pedí la pena de muerte. Como gobernador, desempeñaría un papel de formulación de políticas, junto con la Legislatura... y pensé que era importante, cuando me pidieron que expresara mi posición de manera inequívoca, que firmaría una legislación para abolir la pena de muerte.
Shapiro también dijo que no firmaría ninguna orden de ejecución futura para prisioneros condenados a muerte.
Shapiro apoya la reducción de la tasa impositiva corporativa de casi el 10 por ciento de Pensilvania al 4 por ciento para 2025. Ha propuesto contratar 2000 agentes de policía adicionales en todo Pensilvania, diciendo que «cuantos más agentes de policía contratemos, más oportunidades tendremos para que salgan de sus patrullas, caminen y aprendan los nombres de los niños de las comunidades». Shapiro está a favor de indultar a los condenados por posesión de pequeñas cantidades de marihuana. 
En cuanto a los esfuerzos para mitigar el COVID-19, Shapiro ha roto con algunos miembros del Partido Demócrata y se opone a los mandatos de mascarillas y vacunas. Prefiere educar al público sobre la eficacia de las vacunas. Shapiro también se muestra escéptico acerca de que Pensilvania se una a la Iniciativa Regional de Gases de Efecto Invernadero, un programa basado en el mercado para reducir algunas emisiones de gases de efecto invernadero.  Ha propuesto ampliar la cartera de energía limpia de Pensilvania para las empresas de servicios públicos, una mayor infraestructura para automóviles eléctricos e invertir en investigación y desarrollo de energía limpia. Shapiro apoya un proyecto de ley de becas Lifeline, que crea cuentas de ahorro para educación para niños en escuelas públicas fallidas que pueden gastarse en gastos aprobados, incluyendo tutoría, materiales educativos y matrícula de escuelas privadas.
Shapiro ha propuesto un plan que permitirá un reembolso del impuesto a la gasolina de doscientos cincuenta dólares por vehículo personal de pasajeros hasta cuatro vehículos por hogar. Propuso financiar la propuesta con fondos del Plan de Rescate Estadounidense. En cuanto a la cuestión de la formación profesional, Shapiro ha propuesto aumentar la formación profesional y técnica en las escuelas secundarias, triplicar la financiación estatal para programas de aprendizaje y habilidades sindicales y crear una oficina de desarrollo laboral en Pensilvania. También apoya la eliminación de los requisitos de títulos de cuatro años para puestos en el gobierno estatal. Shapiro apoya a los sindicatos y ha prometido vetar cualquier legislación sobre el «derecho al trabajo».

### Avales y apoyo

Shapiro derrotó a Mastriano en las elecciones para gobernador de Pensilvania de 2022 por aproximadamente un 15 por ciento

Antes de su anuncio, el gobernador de mandato limitado, Tom Wolf, respaldó a Shapiro. Recibió el respaldo del exgobernador Ed Rendell, el senador estatal Anthony H. Williams, el expresidente del Partido Demócrata de Pensilvania, Marcel Groen, y el Fondo de Acción de Planned Parenthood. Fue respaldado por el Consejo Estatal de SEIU Pensilvania, cuatro sindicatos locales de SEIU que constan de más de ochenta mil miembros de SEIU en el estado.
El 29 de enero de 2022, el Partido Demócrata de Pensilvania lo respaldó mediante voto de voz. El comité también respaldó a su compañero de fórmula preferido, el representante estatal Austin Davis. Otro apoyo sindical incluyó al Sindicato de Carpinteros de Filadelfia y trabajadores de Chapa Metálica, el PAC de Trabajadores del Oeste de Pensilvania y el Sindicato de Electricistas Local n.º 5 en Pittsburgh.
Ocho exfuncionarios republicanos, entre ellos la exjueza de la Corte Suprema de Pensilvania Sandra Schultz Newman y el ex congresista Charlie Dent, así como el presidente republicano en funciones de la Junta de Comisionados del condado de Lawrence, Morgan Boyd, respaldaron a Shapiro, y varios calificaron a Mastriano de «extremo» y «divisivo».  Otros siete exfuncionarios republicanos, incluido el exsecretario de Seguridad Nacional de Estados Unidos, Michael Chertoff, respaldaron a Shapiro en agosto de 2022 por la misma razón.

### Resultados
El 8 de noviembre de 2022, Shapiro derrotó a Mastriano con el 56.5 % de los votos frente al 41.7 % de Mastriano.  Shapiro ganó diecisiete condados. 

## Gobernador de Pensilvania (2023-presente)

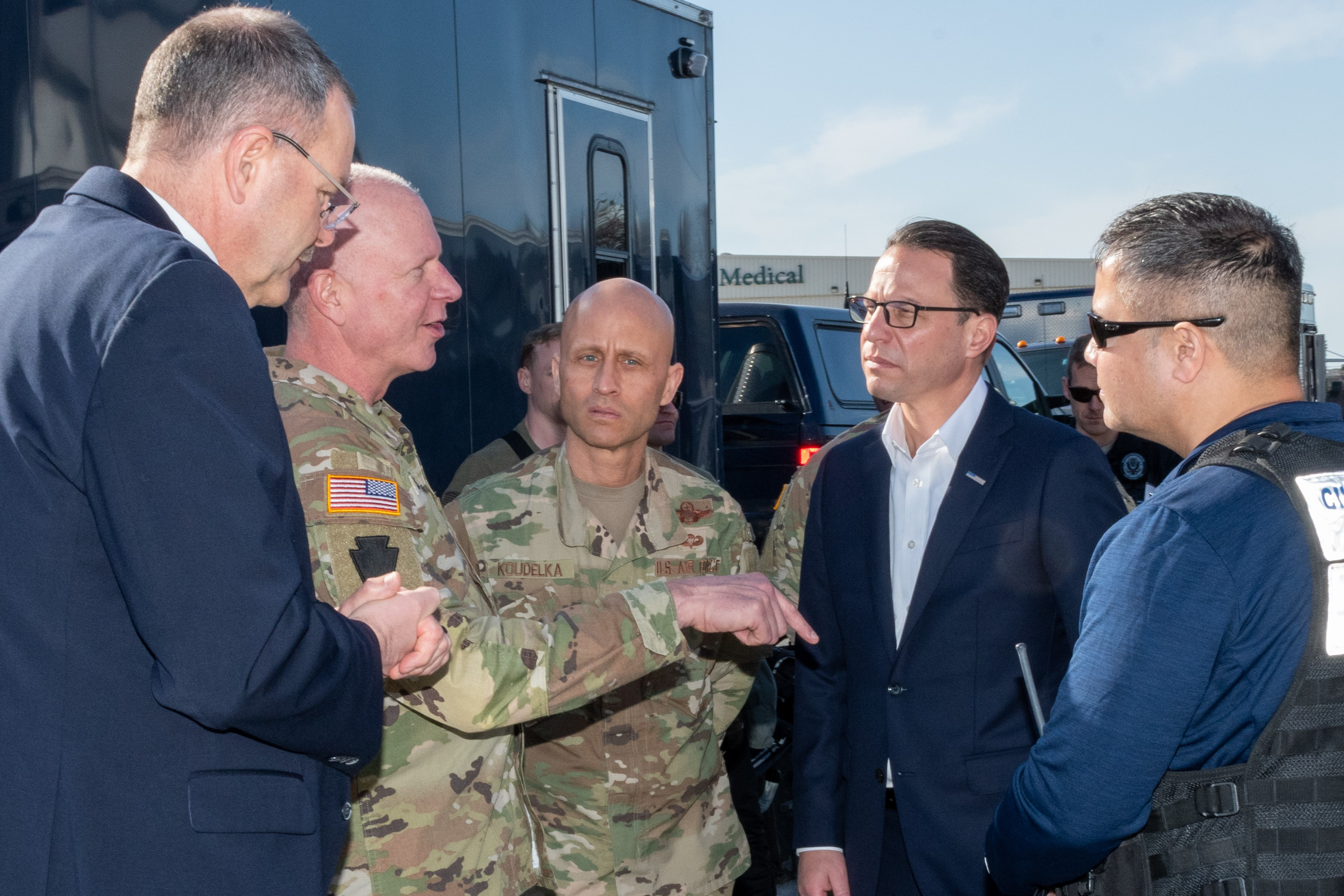
Reunión de Shapiro con miembros de la Guardia Nacional de Pensilvania durante el entrenamiento en el Aeropuerto Internacional de Harrisburg, febrero de 2023

El 17 de enero de 2023, Shapiro prestó juramento sobre una pila de tres biblias hebreas, incluida una que estaba en la bimá durante el tiroteo de la sinagoga de Pittsburgh. Shapiro, que lleva mucho tiempo entretejiendo su identidad judía en su política, es considerado parte de la nueva era de políticos judíos que son abiertos sobre su identidad. Es el tercer gobernador judío en la historia de Pensilvania, después de Milton Shapp y Ed Rendell. También es el primer gobernador de la generación X del estado.

### Gabinete
El 6 de diciembre de 2022, durante su transición a la gobernación, se informó que Shapiro recurrió a varios de sus antiguos asistentes para ocupar puestos de alto rango, incluido el nombramiento de su directora de campaña, Dana Fritz, como su jefa de gabinete. En enero de 2023, nombró a Akbar Hossain, un ejecutivo de su equipo de transición, secretario de Políticas y nombró a su antiguo asistente Mike Vereb secretario de Asuntos Legislativos. Vereb ocupó ese puesto hasta que renunció a fines de septiembre después de ser acusado de acoso sexual a una empleada. Fue reemplazado por Thomas «TJ» Yablonski, un alto asesor de la oficina del gobernador.
La administración de Shapiro fue acusada de encubrir el incidente de acoso sexual después de que se reveló que Vereb había permanecido en su cargo meses después de que se hicieran las acusaciones. Shapiro defendió las acciones de su administración y dijo que se está llevando a cabo una investigación sobre las acusaciones contra Vereb. Y añadió: «Obviamente estas investigaciones (y repito, hablo en general y creo que es muy importante que entiendan eso) no suceden de la noche a la mañana. Pueden ser procesos largos. Pero es importante, y lo sé». «Desde mi época como fiscal general defendiendo a las víctimas, es muy importante asegurar que todos sean escuchados y que el proceso sea minucioso y completo». Semanas más tarde, Spotlight PA reveló que, tres semanas antes de la renuncia de Vereb, la administración de Shapiro había llegado a un acuerdo por 295 000 dólares con los acusadores de Vereb que incluía una cláusula que impedía a todas las partes involucradas discutir públicamente sus detalles.

### Economía
En 2023, Shapiro propuso aumentar el salario mínimo de Pensilvania de 7.25 dólares por hora a 15 dólares y reducir los impuestos sobre la renta de las empresas del 8.99 % al 4.99 % para 2026. A finales de 2023, la calificación crediticia de Pensilvania había aumentado de AA- a AA según Standard & Poor, Fitch Ratings, y Moody's Investors Service.
Como gobernador, Shapiro dijo que se ha centrado en ampliar la fuerza laboral de Pensilvania. El día después de su toma de posesión, firmó una orden ejecutiva que eliminaba el requisito de un título universitario de cuatro años para el 92 % de los empleos en el gobierno estatal.  El 31 de julio, emitió una orden ejecutiva que establece el Programa de Transformación de los Trabajadores del Commonwealth (CWTP), que otorga subvenciones para garantizar que las empresas y los contratistas tengan la fuerza laboral calificada necesaria. Como parte del programa, hasta cuatrocientos millones de dólares podrían utilizarse para la formación de la fuerza laboral en Pensilvania hasta 2028.
En agosto, Shapiro eliminó el requisito de educación universitaria para los cadetes de la policía estatal. En marzo de 2024, emitió una directiva que aumentaba el uso de acuerdos laborales de proyectos (PLA) en Pensilvania. En mayo, emitió una orden ejecutiva que establecía el Comité Contratar, Mejorar, Reclutar y Empoderar (HIRE) para intentar cubrir aproximadamente seiscientos puestos vacantes en el gobierno estatal.
En febrero de 2024, Shapiro dio a conocer su propuesta de 48 300 millones de dólares de presupuesto estatal para el año fiscal 2024 y 2025, que consiste principalmente en financiar escuelas públicas, transporte público, educación superior e infraestructura, y se prevé que la recaudación de impuestos aumente en mil millones de dólares.  Los críticos argumentaron que el presupuesto inflaría el déficit del estado a más de seis mil millones de dólares para 2028 y conducirán a grandes aumentos de impuestos. Al final, Shapiro dio marcha atrás en algunas de sus propuestas y firmó un acuerdo de 47 600 millones de dólares de presupuesto en julio.
Shapiro reiteró su apoyo a los recortes «agresivos» del impuesto de sociedades en un evento con Janet Yellen en julio de 2024.

### Educación
Durante la redacción del presupuesto estatal de Pensilvania a mediados de 2023, Shapiro apoyó una propuesta de elección de escuela liderada por los republicanos que distribuiría cien millones de dólares a familias para pagar la matrícula de escuelas privadas en lugar de enviar a sus hijos a escuelas públicas. Más tarde abandonó su apoyo para evitar un retraso prolongado en el presupuesto después de que los demócratas en la Cámara estatal se negaran a apoyarlo. El año siguiente, Shapiro propuso un aumento de mil cien millones de dólares para las operaciones e instrucción de las escuelas públicas durante la redacción del presupuesto de 2024, un aumento del 14 % con respecto al año anterior.
A través del presupuesto de 2024, alrededor de 144 millones de dólares ayudarían financieramente a los estudiantes, un aumento de aproximadamente el 33 %, algunos a través de programas existentes y otros a través de nuevos esfuerzos. Se estableció una nueva Junta Estatal de Educación Superior que creó criterios basados en el desempeño para financiar universidades relacionadas con el estado.

### Transporte

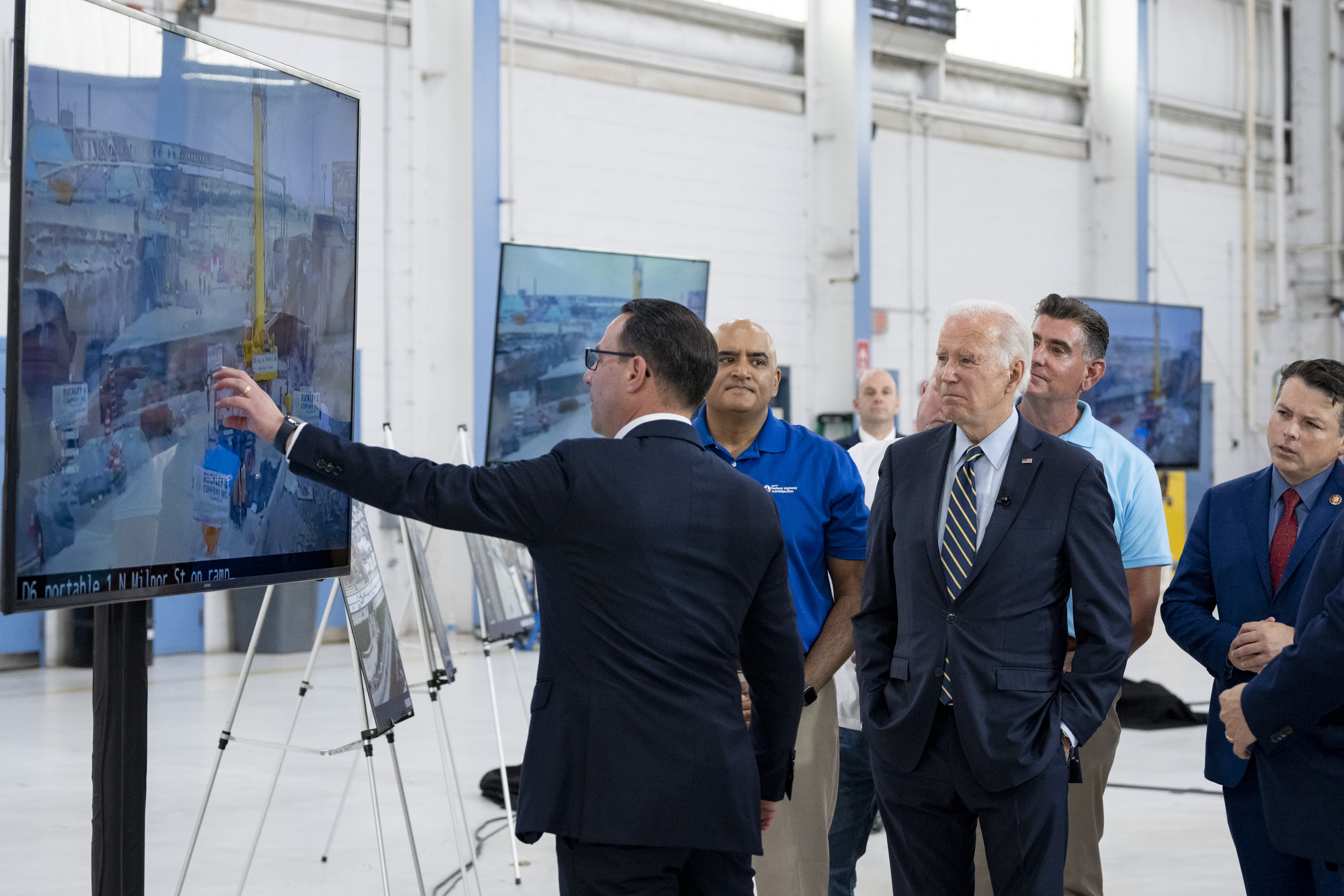
Shapiro explica los detalles del colapso de la autopista Interestatal 95 al presidente Joe Biden, junio de 2023

En febrero de 2023, Shapiro criticó a la dirección del Norfolk Southern Railway después de que no se pusiera en contacto con los funcionarios de Pensilvania tras el descarrilamiento de un tren que transportaba productos químicos nocivos en Ohio, adyacente a la frontera de Pensilvania. Pidió a la compañía ferroviaria que adopte «un enfoque general más seguro» y pidió a la Administración de Seguridad de Materiales Peligrosos y Oleoductos que revise la necesidad de contar con equipos de seguridad y frenado más avanzados en los trenes.
El 11 de junio de 2023, Shapiro emitió una proclamación de «emergencia por desastre» después de que parte de la Interestatal 95 colapsara en Filadelfia. Se proporcionaron hasta siete millones de dólares en fondos estatales para los trabajos de reconstrucción. La proclamación también autorizó a la Agencia de Manejo de Emergencias de Pensilvania, al Departamento de Transporte de Pensilvania y a la Policía Estatal de Pensilvania a utilizar los recursos disponibles para responder al colapso.
Bajo el liderazgo de Shapiro, la parte colapsada de la I-95 fue reconstruida en menos de dos semanas. Shapiro recibió elogios por su respuesta al colapso. El presidente Biden dijo que Shapiro hizo «un gran trabajo» al responder al colapso. El líder de la minoría Brian J. O'Neill, del Ayuntamiento de Filadelfia, dijo: «no se puede pedir más al gobernador». Una encuesta de la Universidad de Quinnipiac encontró que el 74 % de los votantes a nivel estatal aprobaron el manejo de la crisis por parte de Shapiro.
Shapiro propuso invertir 282.8 millones de dólares(un aumento del 1.75 %) en financiación para sistemas de transporte público en el presupuesto de 2024, lo que generaría mil quinientos millones de dólares para la financiación del tránsito hasta 2029. La propuesta de financiación inicial se eliminó del presupuesto en julio y SEPTA recibió 80.5 millones de dólares de extensión presupuestaria para mantenerlo solvente hasta la sesión legislativa de otoño.

### Inmigración
En enero y febrero de 2024, el senado estatal, controlado por los republicanos, instó a Shapiro a enviar la Guardia Nacional de Pensilvania a la frontera sur de Estados Unidos para ayudar a Texas a resolver el creciente número de inmigrantes que ingresan al país, pero él se negó a hacerlo. En marzo, después de que el Senado aprobara una resolución para enviar tropas a la frontera, un portavoz de la oficina del gobernador dijo que correspondía al Congreso, no a Shapiro, resolver la cuestión.

### Delito
En diciembre de 2023, Shapiro promulgó un proyecto de ley bipartidista para restringir los tipos de actividades que se consideran violaciones de la libertad condicional. En la ceremonia de firma del proyecto de ley, estuvo junto al rapero Meek Mill, quien fue enviado a prisión por violar la libertad condicional por hacer un caballito en una moto de cross.
En su segundo mes en el cargo, Shapiro se comprometió a continuar la pausa en las ejecuciones a nivel estatal que había mantenido el gobernador Wolf. También pidió a la Asamblea General de Pensilvania que aboliera la pena de muerte. En 2024, Shapiro presentó un escrito en apoyo de un recluso del condado de Allegheny apelando su sentencia de cadena perpetua sin libertad condicional. El recluso, Derek Lee, fue declarado culpable de asesinato en segundo grado por las acciones de su cómplice durante un robo.

### Otros asuntos
En agosto de 2023, Shapiro anunció que su administración pondría fin al contrato de casi treinta años de Pensilvania con Real Alternatives, una organización antiaborto sin fines de lucro que financia centros de asesoramiento antiaborto y hogares de maternidad. Shapiro dijo que decidió poner fin al contrato para defender mejor el acceso al aborto en el estado.
El 19 de septiembre de 2023, Shapiro anunció que Pensilvania promulgaría el registro automático de votantes con efecto inmediato. El proceso incluirá el registro de votantes cuando las personas elegibles para votar reciban sus licencias de conducir, con la opción de optar por no participar.
Shapiro condenó el intento de asesinato de Donald Trump en un mitin en Butler, Pensilvania, donde una bala perdida mató a un asistente al mitin. Shapiro dijo que el hombre «murió como un héroe» protegiendo a su familia en la manifestación y ordenó que las banderas ondearan a media asta en su honor.
El vacilante desempeño del presidente Biden en el debate de junio de 2024 contra Trump generó especulaciones sobre si Shapiro podría presentar una candidatura para la nominación presidencial demócrata en caso de que Biden abandonara la carrera. Shapiro negó cualquier interés en postularse para presidente y declaró su continuo apoyo a Biden.   Después de que Biden finalmente se retirara, Shapiro respaldó a la vicepresidenta Kamala Harris, la elección de Biden para reemplazarlo, y alentó a los demócratas a unirse para apoyar a Harris. Su rápido respaldo a Harris generó especulaciones de que Shapiro podría convertirse en su compañero de fórmula.

### Opiniones sobre el conflicto palestino-israelí
La historia de Shapiro de apoyo a Israel ha recibido una atención renovada debido a su prominencia como posible candidato a vicepresidente. Los partidarios de Shapiro han alegado que sus críticos han examinado injustamente su posición sobre el conflicto palestino-israelí debido a su identidad judía. Los críticos de Shapiro han rechazado esta afirmación, señalando la relativa falta de críticas dirigidas a JB Pritzker, otro posible compañero de fórmula de Harris que es judío, e insistiendo en que las diferencias entre la postura de Shapiro y las de gobernadores como Tim Walz y Andy Beshear son más pronunciado de lo que afirman sus partidarios.
Durante la escuela secundaria, Shapiro pasó cinco meses estudiando en Israel y trabajando como voluntario para las Fuerzas de Defensa de Israel. En 1993, publicó en el periódico estudiantil Campus Times un artículo de opinión titulado «La paz no es posible», en el que afirmaba que la paz «nunca llegará» a Oriente Medio. El Philadelphia Inquirer lo citó de la siguiente manera: «Los palestinos no coexistirán pacíficamente. No tienen la capacidad de establecer su propia patria y hacerla exitosa incluso con la ayuda de Israel y los Estados Unidos. Tienen demasiada mentalidad de batalla para poder para establecer una patria pacífica propia». También escribió que creía que el entonces líder palestino Yasser Arafat estaba en peligro de ser asesinado por «sus compañeros árabes beligerantes». En 2024, un portavoz de Shapiro dijo que la posición de Shapiro había cambiado desde que escribió el artículo de opinión y que ahora apoya una «solución de dos estados».
En el artículo de 1993, Shapiro se llamó a sí mismo «un ex voluntario en el ejército israelí» que había pasado cinco meses estudiando en el país. Manuel Bonder, portavoz de Shapiro, también habló con The Times of Israel para aclarar su trabajo voluntario en Israel, y dijo que mientras estaba en la escuela secundaria, Shapiro completó un proyecto de servicio con otros compañeros de clase en un kibutz que incluía el voluntariado en una base militar operada por las Fuerzas de Defensa de Israel. Aclaró que Shapiro «en ningún momento participó en ninguna actividad militar».
En 1996, Shapiro pasó seis meses trabajando para el departamento Hasbara (‘asuntos públicos’) de la embajada de Israel en Washington, D. C.
En 2011, Shapiro elogió un discurso de Benjamin Netanyahu en la ONU, escribiendo en Twitter que fue «uno de los mejores discursos basados en hechos jamás vistos» y que «la paz debe preceder al Estado palestino». En ese discurso, Netanyahu negó que la Resolución 242 de la ONU exigiera la retirada de Israel de todos los territorios palestinos, dio a entender que el Muro Occidental en Jerusalén Este no era «territorio palestino ocupado» y afirmó que la organización terrorista Hezbollah «en efecto» preside el Consejo de Seguridad de las Naciones Unidas.
Shapiro ha apoyado cortar los vínculos estatales con entidades que boicotean a Israel o a los asentamientos israelíes en la Cisjordania Ocupada. En 2021, después de que Ben & Jerry's anunciara que planeaba poner fin a las ventas en los asentamientos israelíes en Cisjordania y Jerusalén Este mientras buscaba continuar con las ventas en Israel a través de un acuerdo diferente, Shapiro supuestamente apoyó los llamados a «desatar la ley anti-BDS de Pensilvania en Ben & Jerry's». En ese momento, dijo que el BDS estaba «enraizado en el antisemitismo» y elogió la ley anti-BDS de Pensilvania, firmada cinco años antes. Las organizaciones J Street y T'ruah se han opuesto a leyes similares alegando que violan la Primera Enmienda. En 2024, según un portavoz, se comprometió a firmar un proyecto de ley para bloquear la financiación estatal de colegios y universidades que participen en un «boicot o desinversión de Israel», término que el proyecto de ley define para incluir cualquier actividad «destinada a penalizar financieramente al Estado de Israel».
Shapiro ha expresado repetidamente su apoyo a Israel en la guerra entre Israel y Hamás. Hizo un llamado a las personas y a los gobiernos para que condenen el ataque liderado por Hamás contra Israel en 2023, y lo calificó como un momento «para reconocer lo que está tan claramente mal, los actos de Hamás, y lo que es correcto, y ese es Israel, el derecho de nuestro aliado clave a defenderse ante esta barbarie». Shapiro enfrentó críticas por sus comentarios en una carta escrita por CAIR y firmada por 43 organizaciones musulmanas de Pensilvania, que decía que Shapiro no «reconocía las causas estructurales del conflicto» y «eligió ignorar intencionalmente la pérdida de vidas civiles en Gaza». En una entrevista, Shapiro estuvo de acuerdo en que la población palestina es distinta de Hamás y dijo: «Hay tantos árabes amantes de la paz y gente amante de la paz en esa región, sin duda».
En una entrevista de marzo de 2024, Shapiro expresó su simpatía por los civiles palestinos y los manifestantes pacíficos y dijo: «tampoco podemos ignorar la muerte y la destrucción que ha ocurrido en Gaza. Para aquellos que están protestando pacíficamente, apoyo su derecho a hacerlo y Defenderé eso y quiero asegurarme de que se sientan escuchados. Y creo que en Pensilvania sí se sienten escuchados».
Shapiro condenó las protestas estudiantiles pro-palestinas después de que un prominente rabino de la Universidad de Columbia instó a los estudiantes judíos a abandonar el campus y dijo que la universidad no podía garantizar su seguridad. Pidió a los funcionarios locales que «intervengan y hagan cumplir la ley» para proteger a los estudiantes. Shapiro ha sido acusado de comparar a los manifestantes con los supremacistas blancos y el Ku Klux Klan, diciendo que los manifestantes no eran «de ningún modo» todos antisemitas, pero sugiriendo que el discurso antisemita se trata con más indulgencia que el discurso supremacista blanco, y comparando a los estudiantes a quienes supuestamente se les «bloqueaba la entrada al campus solo porque [...] somos judíos» a las acciones del KKK, diciendo que «tenemos que tener cuidado de no establecer ningún tipo de doble rasero» al responder a la conducta de los manifestantes de extrema derecha y pro palestinos. Pidió una ofensiva policial contra el campamento propalestino en la Universidad de Pensilvania, pero luego dijo que ya estaba al tanto de los planes de la policía para disolver el campamento después de que la policía realizó arrestos menos de 24 horas después de la declaración de Shapiro. Los críticos de Shapiro han dicho que ha exagerado y tergiversado la amenaza que los estudiantes manifestantes representan para sus compañeros. Rafael Shimunov escribió: «El salto de lógica en el que participó Shapiro al sugerir que representaban una amenaza para la seguridad judía se basa en una percepción de los judíos pro palestinos como menos judíos que los judíos pro israelíes, y en la creencia de que cualquier ideología ideológica El desacuerdo con los judíos proisraelíes es un tipo de violencia».
Los defensores de la Primera Enmienda han criticado a Shapiro por una revisión del código de conducta de los empleados estatales que prohíbe comportamientos «escandalosos». Grupos pro palestinos y musulmanes expresaron su preocupación de que la orden tuviera como objetivo enfriar el discurso relacionado con el conflicto palestino-israelí. Un abogado de la Primera Enmienda de Bryn Mawr calificó la regulación como «imposible de cumplir porque es imposible entender a qué se aplica».
Las opiniones de Shapiro sobre el conflicto palestino-israelí han cambiado con el tiempo. Más recientemente, Shapiro dijo que está a favor de una «solución inmediata de dos Estados» y calificó a Benjamin Netanyahu como «uno de los peores líderes de todos los tiempos».

## Vida personal
Shapiro conoció a su esposa, Lori, en noveno grado mientras ambos asistían a la Academia Hebrea Akiba, ahora Academia Hebrea Jack M. Barrack, luego en Merion Station. Salieron en la escuela secundaria y se reconectaron después de la universidad mientras ambos vivían en Washington, D. C. Shapiro le propuso matrimonio en Jerusalén en 1997. Se casaron el 25 de mayo de ese año.
Shapiro y su esposa tienen cuatro hijos y residen en la Residencia del Gobernador en Harrisburg, Pensilvania. Shapiro es un judío conservador practicante que se adhiere a los preceptos de la alimentación kosher.